# Eugene John Gerber
Eugene John Gerber, född 30 april 1931 i Kingman i Kansas, död 29 september 2018 i Wichita i Kansas, var en amerikansk katolsk biskop. Han var biskop i Wichita stift 1982–2001. Innan dess tjänstgjorde han som biskop i Dodge City 1976–1982.
2018 fick Gerber en hjärtinfarkt medan han körde sin nya Toyota Highlander från I-135 till 13th Street i Wichita. Han avled senare samma dag.